# Inter partes und inter omnes
Inter partes und Inter omnes (auch erga omnes)  sind rechtswissenschaftliche Begriffe, welche die Bindungswirkung von Rechten und Pflichten sowie Gerichtsentscheidungen beschreiben. Privatautonom begründete Schuldverhältnisse (§ 241 Abs. 1 Satz 1 BGB) und materiell rechtskräftige Urteile wirken in persönlicher Hinsicht grundsätzlich inter partes (lat. zwischen den streitenden  Parteien), soweit nicht ausdrücklich etwas anderes (Wirkung auch gegenüber Dritten) bestimmt ist. Die dingliche Zuordnung von Gütern und Rechten wie das Eigentum wirken nach dem Absolutheitsprinzip gegen alle anderen (§ 903 BGB).  

## Beispiele

### Rechte und Pflichten
Gem. § 5 Abs. 1 TVG kann das Bundesministerium für Arbeit und Soziales einen Tarifvertrag auf gemeinsamen Antrag der Tarifvertragsparteien für allgemeinverbindlich erklären, wenn die Allgemeinverbindlicherklärung im öffentlichen Interesse geboten erscheint. Die Rechtsnormen des Tarifvertrags erfassen in seinem Geltungsbereich dann auch die bisher nicht tarifgebundenen Arbeitgeber und Arbeitnehmer (§ 5 Abs. 4 TVG).
Die Rechtsprechung des Internationalen Gerichtshofs (IGH) unterscheidet seit dem Urteil Barcelona Traction von 1970 zwischen Verpflichtungen eines Staates gegenüber der internationalen Gemeinschaft als Ganzer und solchen gegenüber einzelnen Staaten. In Anbetracht der Wichtigkeit der gemeinschaftsorientierten erga omnes-Verpflichtungen könne von allen Staaten erwartet werden, dass sie ein rechtliches Interesse an ihrer Beachtung haben. Der Begriff der erga omnes-Verpflichtungen findet seine Bestätigung auch im Artikelentwurf der UN-Völkerrechtskommission (ILC) zur Staatenverantwortung von 2001. Dieser unterscheidet in Art. 42 und 48 zwischen bilateralen Verpflichtungen und solchen, die nach ihrer Natur ein kollektives (gemeinschaftsorientiertes) Interesse betreffen und Pflichten gegenüber der internationalen Gemeinschaft als Ganzer begründen.

### Urteile
Sachliche Bindungswirkung über den Einzelfall hinaus besitzen die Entscheidungen des Bundesverfassungsgerichts für die Verfassungsorgane des Bundes und der Länder sowie alle Gerichte und Behörden (§ 31 Abs. 2 BVerfGG), bestimmte Entscheidungen haben Gesetzeskraft (§ 31 Abs. 2 BVerfGG). Kommt ein Oberverwaltungsgericht im abstrakten Normenkontrollverfahrenzu der Überzeugung, dass eine Rechtsvorschrift ungültig ist, so erklärt es sie für unwirksam; in diesem Fall ist die Entscheidung allgemein verbindlich und die Entscheidungsformel vom Antragsgegner ebenso zu veröffentlichen wie die Rechtsvorschrift bekanntzumachen wäre (§ 47 Abs. 5 Satz 2 VwGO). Urteilen des Europäischen Gerichtshofs für Menschenrechte (EGMR) kommt nach der Rechtsprechung des Bundesverfassungsgerichts „faktische Orientierungs- und Leitfunktion über den konkreten Einzelfall hinaus“ zu („differenzierte Erga-Omnes-Wirkung“).
Ein der Klage stattgebendes Urteil im aktienrechtlichen Anfechtungs- und Nichtigkeitsverfahren wirkt nicht nur zwischen den am Prozess Beteiligten, sondern gemäß §§ 248 Abs. 1 Satz 1, 249 Abs. 1 Satz 1 AktG für und gegen alle Aktionäre sowie die Mitglieder des Vorstands und des Aufsichtsrats, auch wenn sie nicht Partei sind. Ähnliches gilt, soweit ein Gesellschafterbeschluss durch rechtskräftiges Urteil für nichtig erklärt worden ist. Auch dieses Urteil wirkt für und gegen alle Gesellschafter, auch wenn sie nicht Partei sind (§ 113 Abs. 6 HGB). Man spricht insoweit von einer eingeschränkten inter-omnes-Wirkung, da sich die Urteile nicht für und gegen alle, sondern über die am Rechtsstreit beteiligten Parteien hinaus nur auf bestimmte Dritte auswirken. Ein die Anfechtungs- und Nichtigkeitsklage abweisendes Sachurteil entfaltet dagegen mangels einer dem § 248 Abs. 1 AktG entsprechenden Regelung keine Rechtskraft für alle, sondern erfasst nur die Prozessparteien.